# Carol Coombs
Carol Coombs (* 15. Oktober 1935 in Toronto, Kanada) ist eine ehemalige kanadischstämmige US-amerikanische Schauspielerin.

## Leben
1941 hatte Coombs bei dem Film Blüten im Staub erstmals eine Rolle inne. Sie trat zwischen 1941 und 1958 in 24 Filmen auf, allerdings meist in Nebenrollen. Am bekanntesten ist sie wahrscheinlich als Janie Bailey, die älteste Tochter von James Stewart und Donna Reed, in dem Film Ist das Leben nicht schön? aus dem Jahr 1946. In den 1950er Jahren hatte sie auch Rollen in mehreren Fernsehproduktionen.
Coombs zog sich Anfang zwanzig aus dem Filmgeschäft zurück und verbrachte den Rest ihres Berufslebens als Lehrerin im Kindergarten und in der Grundschule. Zum Zeitpunkt eines Interviews im Dezember 2014 war sie Urgroßmutter und lebt mit ihrem seit 1957 verheirateten Ehemann Chet Mueller in Irvine, Kalifornien. Sie hat oft an Festivals und Treffen zum Thema „It’s a Wonderful Life“ teilgenommen.

## Filmografie
- 1941: Blüten im Staub (Blossoms in the Dust)
- 1942: The Man Who Returned to Life
- 1942: On the Sunny Side
- 1942: Die Gaylords (The Gay Sisters)
- 1944: Die Abenteuer Mark Twains (The Adventures of Mark Twain)
- 1944: An American Romance
- 1944: The Very Thought of You
- 1945: Urlaub für die Liebe (The Clock)
- 1945: Man Alive
- 1946: Sentimental Journey
- 1946: Die perfekte Heirat (The Perfect Marriage)
- 1946: Ist das Leben nicht schön? (It’s a Wonderful Life) im Abspann als Carol Coomes bezeichnet
- 1947: Driftwood
- 1948: Der Junge mit den grünen Haaren (The Boy with Green Hair)
- 1949: Vor verschlossenen Türen (Knock on Any Door)
- 1949: Panik um King Kong (Mighty Joe Young)
- 1950: Bezaubernde Frau (Tea for Two)
- 1951: SOS – Zwei Schwiegermütter (The Mating Season)
- 1951: The Bigelow Theatre (Fernsehserie, Folge 1x08)
- 1951: Kleine Spiele aus Übersee (Fireside Theater, Fernsehserie, Folge 3x37)
- 1953: Peter Pan (uncredited, Sprechrolle)
- 1955: Flicka (My Friend Flicka, Fernsehserie, Folge 1x13)
- 1956: Im Wilden Westen (Death Valley Days, Fernsehserie, 2 Folgen)
- 1956: In den Fängen des Teufels (The Unguarded Moment)
- 1957: Cheyenne (Fernsehserie, Folge 2x09)
- 1958: Summer Love